# Joel Gallen
Joel Gallen (Detroit, 29 settembre 1957) è un regista, produttore cinematografico e sceneggiatore statunitense.
Fondatore e presidente della Tenth Planet Productions, si è diplomato alla University of Rhode Island ed attualmente presta servizio presso la prestigiosa Harrington School of Communication and Media Executive Advisory Board.

## Carriera
Gallen ha diretto e collaborato a numerosi eventi tv per i quali ha vinto altrettanti premi, quali l'Emmy, il Peabody, gli MTV Movie Awards, il PGA ed il DGA per aver prodotto America: A Tribute to Heroes a seguito degli attentati dell'11 settembre 2001. È stato produttore esecutivo degli ultimi tredici episodi di Comedy Central Roasts, inclusi quelli recenti di Rob Lowe.

## Filmografia

### Cinema
- Non è un'altra stupida commedia americana (2001)

### Televisione
- MTV: Reloaded (2003)
- Ellen DeGeneres: Relatable - stand up comedy (2018)